# 怡心街道
怡心街道，是中华人民共和国四川省成都市双流区下辖的一个乡镇级行政单位。
怡心街道的前身协和街道是由于天府新区成都直管区成立后，从华阳镇街道划转红瓦、三江、长顺、骑龙、河池、清河、高峰7个元华路以西的社区成立双流区协和街道办事处。2019年底，公兴街道与协和街道合并设立怡心街道。

## 行政区划
协和街道下辖以下地区：
河池社区、红瓦社区、三江社区、长顺社区、清河社区、高峰社区和骑龙社区。